# Погана компанія (фільм)
«Погана компанія» (англ. Bad Company) — фільм Джоеля Шумахера, вийшов на кіноекрани 7 червня 2002 року.

## Зміст
Агент ЦРУ Кевін Поуп отримує завдання викупити вкрадену валізу з бомбою, але гине. Поуп працював таємно як торговець витворами мистецтва під ім'ям Майкл Тернер. ЦРУ за будь-яку ціну намагається виконати завдання та з'ясовує, що в Агента Поупа є брат-близнюк, Джейк Гейс (Рок), і вони були розлучені при народженні. Гейс ганяє в шахи, спекулює квитками і працює в маленьких клубах, заледве зводячи кінці з кінцями. У той час його подруга Джулі (Вашингтон) втомлюється чекати, коли він подорослішає, і вирішує переїхати в Сієтл, штат Вашингтон.

## Ролі
| Актор            | Роль                                   |
| ---------------- | -------------------------------------- |
| Ентоні Гопкінс   | Офіцер Оукс                            |
| Кріс Рок         | Джейк Хейс / Кевін Поуп / Майкл Тернер |
| Петер Стормаре   | Адріка Вас                             |
| Керрі Вашингтон  | Джулі                                  |
| Адоні Маропіс    | прихвостень Джармена                   |
| Гарселл Бьювейс  | Ніколь                                 |
| Метью Марш       | Драган Адджанік                        |
| Драган Мікановіч | Мішель «Молот» Петров                  |
| Джон Слеттері    | Роланд Ятс                             |
| Брук Сміт        | Офіцер Суансон                         |
| Шей Віґем        | агент Веллз                            |

## Знімальна група
- Режисер — Джоел Шумахер
- Сценарист — Джейсон Річман, Майкл Браунінг, Гері М. Гудмен
- Продюсер — Майкл Браунінг, Джеррі Брукхаймер, Майк Стенсон
- Композитор — Тревор Ребін